# تبارشناسی اخلاق
تبارشناسی اخلاق (به آلمانی: Zur Genealogie der Moral) (۱۸۸۷) یکی از مهم‌ترین آثار فریدریش نیچه است. این کتاب مشتمل بر سه رساله است. مضمون اصلی این کتاب خاستگاه اخلاق است. ترجمهٔ تحت‌اللفظی عنوان کتاب [دربارهٔ] تبارشناسی اخلاق است. استدلال ضمنی این است که مفاهیم اخلاقی‌ای که ما از سنت مسیحیت به ارث بردیم امروزه منسوخ شده‌اند. تبارشناسی اخلاق تا اندازه‌ای حاصل اهتمامی است به قصد سر درآوردن از معانی ضمنی غیاب خدا در گسترهٔ اخلاق.